# Агню, Гарольд
Гарольд Мелвин Агню (англ. Harold Melvin Agnew; 28 марта 1921, Денвер, Колорадо, США — 29 сентября 2013, Солана-Бич, Калифорния, США) — американский физик, известный как научный наблюдатель атомной бомбардировки Хиросимы и Нагасаки, а позднее третий директор Национальной лаборатории в Лос-Аламосе.
В 1942 году Агню присоединился к группе учёных Металлургической лаборатории Чикагского университета, которая занималась исследованиями радиоактивных материалов и ядерных реакций в рамках Манхэттенского проекта. Стал одним из создателей первого в мире ядерного реактора — Чикагская поленница-1. В 1943 году перешёл в Лос-Аламосскую лабораторию, где работал с генератором Кокрофта-Уолтона. После окончания войны вернулся в Чикагский университет, где закончил свою дипломную работу под руководством Энрико Ферми.
В 1949 году Агню вернулся в Лос-Аламос и принял участие в испытании термоядерного взрывного устройства 1 марта 1954 года на атолле Бикини (Маршалловы острова). Стал главой подразделения по разработке ядерного оружия в 1964 году. Также с 1955 по 1961 год был сенатором штата Нью-Мексико. С 1961 по 1964 год являлся научным консультантом Верховного главнокомандующего объединёнными вооружёнными силами НАТО в Европе. С 1970 по 1979 год работал директором Лос-Аламосской лаборатории, а когда ушёл в отставку, то стал президентом и главным исполнительным директором компании General Atomics, занимающейся проектами в области ядерных технологий. Умер в своём доме в Солана-Бич, штат Калифорния, 29 сентября 2013 года.

## Ранние годы и образование
Гарольд Мелвин Агню родился в Денвере, штат Колорадо, 28 марта 1921 года. Он был единственным ребёнком в семье каменотёса. Среднее образование получил в одной из школ Денвера, после чего поступил в Денверский университет на химический факультет. Был неплохим спортсменом, в составе сборной университета по софтболу выиграл чемпионат. Окончил обучение в январе 1942 года, получил стипендию на обучение в Йельском университете.
После японской бомбардировки Пёрл-Харбора, вынудившей Соединённые Штаты вступить во Вторую мировую войну на Тихоокеанском театре военных действий, Гарольд и его девушка Беверли, окончившая ту же школу в Денвере и Денверский университет, попытались присоединиться к авиационному корпусу армии Соединённых Штатов. Однако, их переубедили подписывать документы на зачисление. Вместо этого, Джойс Стернс, глава физического факультета Денверского университета, убедил Агню перейти вместе с ним в Чикагский университет, где Стернс стал одним из руководителей Металлургической лаборатории. У Агню было достаточно кредитов для продолжения обучения, у Беверли нет. 2 мая 1942 года Гарольд и Беверли поженились в Денвере. После этого они переехали в Чикаго, где Беверли стала секретарём Ричарда Доана, главы Металлургической лаборатории. У Агню и Беверли было двое детей: дочь Нэнси и сын Джон.
В Металлургической лаборатории Агню работал с Энрико Ферми, Уолтером Зинном и Гербертом Андерсоном. Принимал участие в строительстве первого в мире ядерного реактора — Чикагская поленница-1. Первоначально Агню работал с измерительными приборами. Счетчики Гейгера калибровались с использованием радона и бериллия, в результате чего Агню получил слишком высокую дозу радиации. Затем он был переведён на работу по установке графитовых блоков, служащих замедлителями нейтронов в реакторе. Был свидетелем первой контролируемой цепной ядерной реакции 2 декабря 1942 года.
Агню и Беверли перешли в Лос-Аламосскую лабораторию в марте 1943 года. Вместе с Бернардом Вальдманом они сначала поехали в Иллинойсский университет в Урбане-Шампейне, где мужчины демонтировали генератор Кокрофта-Уолтона и ускоритель частиц, в то время как Беверли вела учёт фрагментов. После этого детали были морем отправлены в Нью-Мексико, где Агню и Беверли встретили груз и перевезли в Лос-Аламосскую лабораторию. Беверли продолжила работать секретарём, сначала у Роберта Оппенгеймера, научного руководителя Манхэттенского проекта, позже у Роберта Бэчера, главы физического подразделения. Работа Агню в это время заключалась в повторной сборке ускорителя заряженных частиц, который впоследствии был использован для экспериментов группы Джона Мэнли.
Когда экспериментальную работу свернули, Агню был переведён в проект «Альберта», одну из секций Манхэттенского проекта. Там он работал в группе Луиса Альвареса, основной задачей которой было следить за выходом ядерных взрывов. Агню, вместе с Альваресом и Лоуренсом Джонсоном, придумал способ измерения выхода ядерного взрыва путём сбрасывания датчиков давления на парашютах и считывания показаний с самолёта. В июне 1945 года на военно-транспортном самолёте Douglas C-54 Skymaster он был доставлен на Тиниан, остров в архипелаге Марианские острова в Тихом океане. Первой задачей Агню на острове стала установка его измерительной аппаратуры на американский стратегический бомбардировщик Boeing B-29 Superfortress The Great Artiste.
6 августа 1945 года, во время атомной бомбардировки Хиросимы, Агню, вместе с Альваресом и Джонсоном, летал в качестве научного наблюдателя на The Great Artiste, пилотируемом Чарльзом Суини, который следовал за Enola Gay, стратегическим бомбардировщиком Boeing B-29 Superfortress, сбросившим атомную бомбу «Малыш» (англ. Little Boy) на Хиросиму. Он взял с собой кинокамеру и снял единственные существующие кадры бомбардировки Хиросимы с воздуха.
После окончания войны Агню поступил в Чикагский университет, где закончил свою дипломную работу под руководством Энрико Ферми. Агню и Беверли жили с Ферми и его семьёй из-за послевоенной нехватки жилья. В 1948 году Агню получил степень магистра наук, а в 1949 году доктора философии, выполнив диссертацию на тему «Бета-спектры Cs-137, Y-91, Cl-147, Ru-106, Sm-151, P-32, Tm-170».

## Лос-Аламос
По окончании обучения Агню вернулся в Лос-Аламос в качестве сотрудника Национального исследовательского фонда и работал над развитием оружия в физическом подразделении. В 1950 году он был переведён в проект по разработке термоядерного оружия, став главным инженером испытания термоядерного взрывного устройства 1 марта 1954 года на атолле Бикини (Маршалловы острова). Стал главой подразделения по разработке ядерного оружия в 1964 году.
С 1955 по 1961 год был сенатором штата Нью-Мексико. Он был первым сенатором штата от округа Лос-Аламос. Сенаторы работали без оплаты труда, получая только суточные в размере пяти долларов. Так как эта деятельность отнимала у него только 30 дней в чётные года и 60 дней в нечётные, он был в состоянии продолжать работу в Лос-Аламосе, беря отпуск на время сенаторской работы. Он попытался реформировать законодательство Нью-Мексико, определяющее минимальные надбавки на алкоголь. Его попытка в 1957 году оказалась неудачной, однако, позже, в 1963 году, закон был изменён.
С 1961 по 1964 год Агню являлся научным консультантом Верховного главнокомандующего объединёнными вооружёнными силами НАТО в Европе. Также на протяжении многих лет он по совместительству занимал некоторые консультационные позиции в военном ведомстве. С 1957 по 1968 год он был членом Научно-консультативного совета ВВС США. С 1966 по 1970 год был председателем Консультативной группы по науке Командования боевого развития Армии США. С 1966 по 1970 год был членом Научного оборонного совета. С 1966 по 1974 год являлся членом Научно-консультативной группы Армии США. С 1978 по 1984 год входил в Научный совет Армии США.
В 1970 году Агню стал директором Лос-Аламосской лаборатории, насчитывающей к тому времени до 7000 сотрудников. За время его управления произошли значительные перемены. Его предшественник Норрис Брэдбери, восстановил лабораторию с нуля после войны; многие сотрудники, которых он пригласил, приблизились к пенсионному возрасту. При Агню в лаборатории была разработана пробная версия подземного защитного комплекса, было завершено строительство научного центра по изучению нейтронов, был приобретён первый суперкомпьютер Cray-1, проводилось обучение инспекторов Международного агентства по атомной энергии. Агню удалось получить разрешение на разработку в лаборатории термоядерной боеголовки W76, используемой в баллистических ракетах подводных лодок UGM-96A Трайдент I С-4 и UGM-133A Трайдент II (D5); а также термоядерной боеголовки W78, используемой в межконтинентальных баллистических ракетах наземного базирования Минитмен. Поддержка со стороны Комиссии по атомной энергии прекратилась, однако, во время энергетического кризиса 1970-х годов лаборатория исследовала альтернативные виды топлива.

## Поздние годы
В 1979 году Агню ушёл из Лос-Аламосской лаборатории и стал президентом и исполнительным директором компании General Atomics, занимающейся проектами в области ядерных технологий. Эту должность он занимал до 1985 года. В своём письме об отставке Дэвиду Саксону, главе Калифорнийского университета, Агню писал, что на его решение повлияла неудовлетворённость политикой администрации университета и отсутствие пропаганды лаборатории, а также разочарование из-за несправедливого распределения финансирования Министерством энергетики США между Лос-Аламосской лабораторией и Ливерморской лабораторией.
С 1974 по 1978 год Агню председательствовал в Генеральном консультативном комитете Агентства по контролю над вооружениями и разоружению. С 1982 по 1989 год работал научным советником Белого дома. С 1968 по 1974 год и с 1978 по 1987 год был членом Консультативной группы космической безопасности NASA. В 1988 году стал адъюнкт-профессором Калифорнийского университета в Сан-Диего. В 1978 году получил премию Энрико Ферми. Наряду с Хансом Бете, первым получил медаль Лос-Аламосской национальной лаборатории. Также был членом Национальной академии наук США и Национальной инженерной академии США.
Сторонник тактического ядерного оружия, Агню в 1970 году отметил, что Вьетнамский мост «Пасть дракона», на уничтожение которого обычным оружием потребовалось произвести более 800 вылетов, можно было бы уничтожить всего одной ядерной бомбой. В 1977 году в одной из статей Агню утверждал, что использование нейтронного оружия могло бы обеспечить «тактическое» преимущество по сравнению с обычным оружием, особенно по отношению к Восточному блоку. Агню утверждал, что, не затрагивая броню техники, нейтроны, произведенные взрывом, могли бы проникнуть внутрь и в течение нескольких десятков минут убить или сделать экипаж полностью неэффективным. Так как нейтронная бомба имеет более низкий побочный ущерб, то область её применения гораздо шире, чем у оружия деления, что обеспечивает её значительное преимущество.
Беверли умерла 11 октября 2011 года. У Агню был диагностирован хронический лимфолейкоз. Он умер в своем доме в Солана-Бич, штат Калифорния, 29 сентября 2013 года. Он завещал, чтобы его кремировали, а пепел похоронили вместе с Беверли на кладбище в Лос-Аламосе.
В 2005 году в интервью BBC Агню заявил: «Около трёх четвертей ядерного арсенала США разработано под моим руководством в Лос-Аламосе. Это и есть моё наследство».